# 어답트 어 하이웨이
《어답트 어 하이웨이》(영어: Adopt a Highway)는 2019년에 개봉한 미국의 드라마 영화이다. 로건 마셜그린이 각본과 연출을 맡고, 이선 호크 등이 출연하였다.

## 줄거리
1 온스의 대마 소지를 이유로 21년간 감옥 생활을 한 끝에 출소한 러셀은 쓰레기통에서 버려진 아기를 발견하고 정성껏 돌보기 시작한다.

## 출연
- 이선 호크 - 러셀 밀링스 역
- 일레인 헨드릭스 - 다이앤 스프링 역
- 베티 게이브리얼 - 디크스 역
- 모 맥레이 - 윌슨 역
- 크리스 설리번 - 오랭클 역
- 크리스토퍼 하이어달 - 짐 역
- 앤마리 존슨 - 트레이시 웨스트모어 역
- 밀라나 잭슨 - 미나디 형사 역
- 로니 러브 - 셰어 역